# サウゼ・ドゥルクス
サウゼ・ドゥルクス（イタリア語: Sauze d'Oulx）は、イタリア共和国ピエモンテ州トリノ県にある、人口約1,100人の基礎自治体（コムーネ）。
歴史ある山岳リゾート地で、セストリエーレなどとともにヴィア・ラッテアと呼ばれるスキーエリアに含まれる。2006年トリノオリンピックでは、フリースタイル・スキー競技の会場となった。

## 名称
ファシスト政権下のイタリア化政策により、1928年から1947年にかけてサリーチェ・ドゥルツィオ（Salice d'Ulzio）と呼ばれた。sauze を salice（イタリア語で柳を意味する）と解釈したものであるが、語源学的には誤りである。

## 地理

### 位置・広がり
トリノ県南西部のコムーネで、ヴァル・ディ・スーザに位置する。サウゼ・ドゥルクスの集落は、スーザの南西約19km、県都・州都トリノの西約65km、グルノーブルの東約88kmにある。
サウゼ・ドゥルクスの集落はウルクスの集落の南東約2kmに所在する。コムーネとしてのサウゼ・ドゥルクスは、南東側を除いてウルクスに三方を囲まれている。

#### 隣接コムーネ
隣接するコムーネ、およびそれに相当する行政区画は以下の通り。
- プラジェラート - 東
- セストリエーレ - 南
- ウルクス - 北西

## 歴史
ローマ時代以前のこの地にはケルト人の集落があったことが考古学的な調査によりわかっている。
中世にはノヴァレーザの修道院 (it:Abbazia di Novalesa) 領となり、次いでウルクスの聖職者（プロヴォスト）の所領となった。
1000年にはドーフィネの一部に組み込まれ、1343年からはエスカルトン共和国の一部となった。
1713年のユトレヒト条約により、フランスはこの地をサヴォイア家に割譲した。オーストリア継承戦争中の1747年には、フランスとサルデーニャ王国（サヴォイア家）との間に起こったアッシエッタの戦いの戦場となった。
19世紀の初め以降、サウゼ・ドゥルクスはトリノの貴族たちの冬のリゾートとなった。
ファシスト政権下のイタリア化政策により、1928年に地名が「サリーチェ・ドゥルツィオ」（Salice d'Ulzio）と改められた。第二次世界大戦後に自治体となり、地名ももとに戻された。
2006年トリノオリンピックでは、フリースタイル・スキー競技（トリノ五輪フリースタイルスキー競技）の会場となった。

## 行政

### 分離集落
サウゼ・ドゥルクスには、以下の分離集落（フラツィオーネ）がある。
- Jouvenceaux, Les Clotes, Richardet, Sportinia, Tachier